# 双林站
双林站是一个位于中国天津市津南区双林街道浯水道与景盛路交叉口，属于天津地铁1号线的地铁车站。

## 车站结构
双林站为地下一层半地下式车站，车站站厅位于地面，内设有地铁客服中心，可为乘客提供人工购票及地铁储值卡的发售充值、失物招领等服务。另外，站厅内还设有自动售票机、验票机等自助服务设施。站台位于地下一层，为侧式站台，并设有全高式屏蔽门。
| 地面     | 出入口             | A—D出入口                                |
| 地面     | 站厅               | 客服中心、自动售票机、验票机、自动取款机 |
| 地下一层 | 侧式站台，右側開门 | 侧式站台，右側開门                       |
| 地下一层 | 轨道（东）         | █ 1号线往刘园（财经大学）                |
| 地下一层 | 轨道（西）         | █ 1号线往双桥河（李楼）                  |
| 地下一层 | 侧式站台，右側開门 |                                          |

## 车站出口
双林站共设4个出口，其中B出入口通往双林车辆段内部，仅供员工使用，各出口及周围设施如下所示：
|          |      |            |              |
| 出口编号 | 照片 | 地点       | 可到达目的地 |
| 出口 · A |      | 双林车辆段 | 景盛路       |
| 出口 · B |      | 双林车辆段 | 仅供员工使用 |
| 出口 · C |      | 景盛路东侧 | 浯水道       |
| 出口 · D |      | 景盛路东侧 | 海天馨苑     |

## 换乘交通
| 公共汽车线路 \| 编号 \| 编号 \| 线路 \| 线路 \| 线路 \| 收费 \| 运营商 \| 备注 \| \| ---- \| ---- \| -------------- \| ---- \| ------------------ \| ----- \| ---------- \| --------------- \| \| \| 93 \| 中心公园 \| ⇆ \| 双马公交站 \| 2元 \| 公交二公司 \| 合并原 693、823 \| \| \| 215 \| 天职师大公交站 \| ⇆ \| 海河科技园区公交站 \| 2–4元 \| 公交二公司 \| 上下车刷卡 \| \| \| 665 \| 凤凰路 \| ⇆ \| 天职师大公交站 \| 2元 \| 公交二公司 \| \| |      |                |      |                    |       |            |                 |
| 编号 | 编号 | 线路           | 线路 | 线路               | 收费  | 运营商     | 备注            |
| | 93   | 中心公园       | ⇆    | 双马公交站         | 2元   | 公交二公司 | 合并原 693、823 |
| | 215  | 天职师大公交站 | ⇆    | 海河科技园区公交站 | 2–4元 | 公交二公司 | 上下车刷卡      |
| | 665  | 凤凰路         | ⇆    | 天职师大公交站     | 2元   | 公交二公司 |                 |

| 编号 | 编号 | 线路           | 线路 | 线路               | 收费  | 运营商     | 备注            |
| ---- | ---- | -------------- | ---- | ------------------ | ----- | ---------- | --------------- |
|      | 93   | 中心公园       | ⇆    | 双马公交站         | 2元   | 公交二公司 | 合并原 693、823 |
|      | 215  | 天职师大公交站 | ⇆    | 海河科技园区公交站 | 2–4元 | 公交二公司 | 上下车刷卡      |
|      | 665  | 凤凰路         | ⇆    | 天职师大公交站     | 2元   | 公交二公司 |                 |

## 车站历史
- 2006年6月12日，原地面站随随天津地铁1号线开通启用，为地面侧式车站，且无法在付费区内换向。
- 2016年12月28日，为配合1号线东延线施工以及浯水道与吉兆路贯通工程，旧双林站关闭并拆除，改造为地下车站[1]。
- 2018年12月3日：新双林站随1号线东延首段开通启用，建筑面积扩大到原双林站的1.3倍，并可以通过站厅在付费区内转换乘坐方向，闸机数量提高到原先的1.5倍，并增加了宽闸机，无障碍电梯由非付费区到付费区变为付费区到付费区[2]。